# Dolny Taras (Mięguszowiecki Szczyt)

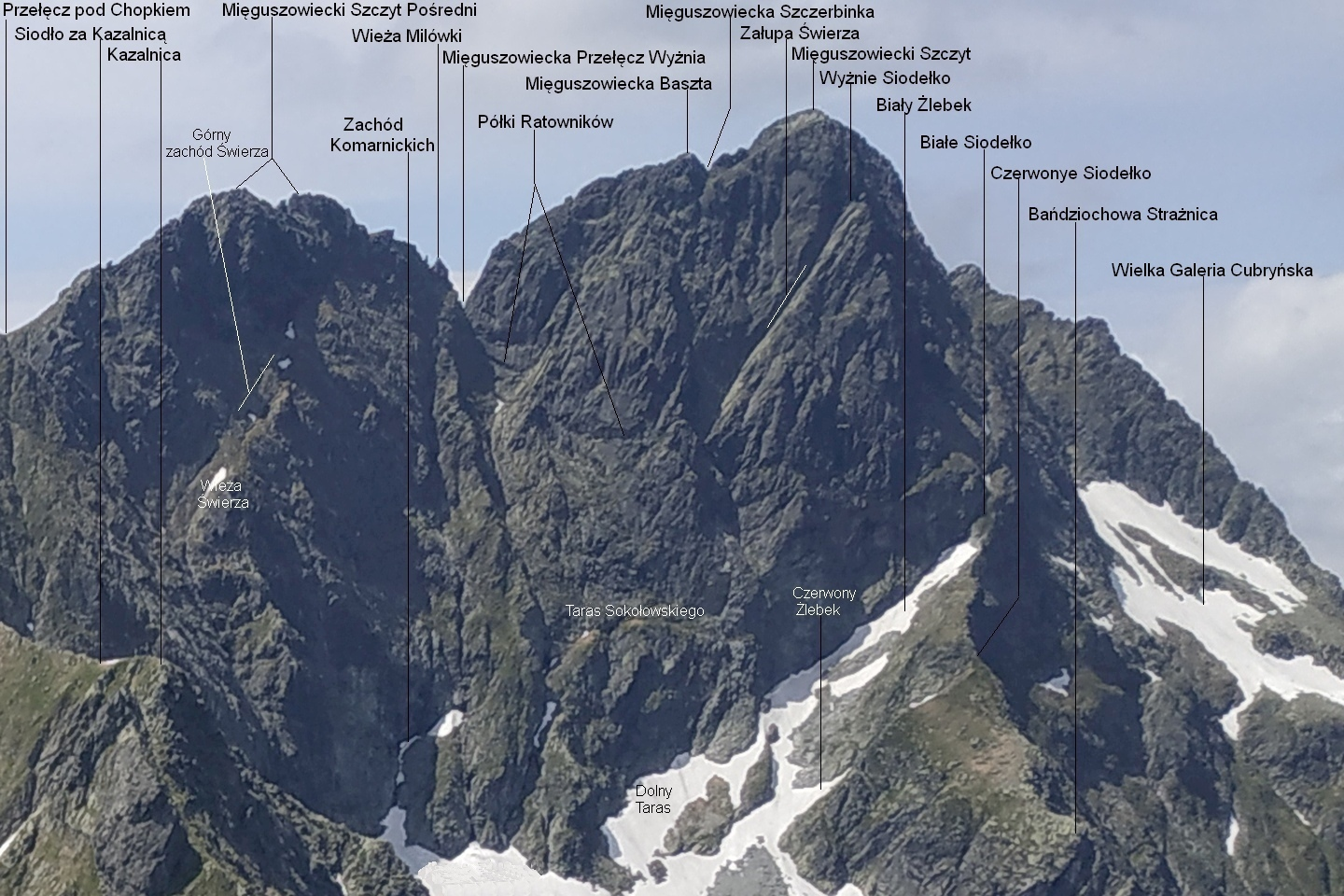

Dolny Taras – trawiasto-pierżysty taras w dolnej części wschodniej ściany Mięguszowieckiego Szczytu w polskich Tatrach Wysokich. Znajduje się w linii spadku jego wschodniego wierzchołka o nazwie Mięguszowiecka Baszta. Jest średnio stromy, ma długość około 80 m i szerokość do 20 m. Do najwyższej części Bańdziocha opada ściankami o wysokości kilkunastu metrów, ale zimą one nie istnieją – teren jest tu całkowicie wyrównany przez śnieg. Z prawej części tarasu skośnie w górę wznosi się płytka rynna. Powyżej środkowej części Dolnego Tarasu wznoszą się skaliste i pionowe lub przewieszone ściany Tarasu Sokołowskiego. Ściana nad prawą stroną tarasu jest nieco mniej stroma i jest w nich kilka zacięć, jest też bardziej trawiasta.
Z Bańdziocha można w kilku miejscach łatwo wejść na Dolny Taras. Wychodzi z niego kilka dróg wspinaczkowych wschodniej ściany Mięguszowieckiego Szczytu.